# Operação Satélites
Operação Satélites foi uma operação brasileira deflagrada pela Polícia Federal em 21 de março de 2017. Foi um desdobramento da Operação Lava Jato. A operação foi autorizada pelo Supremo Tribunal Federal (STF) e os alvos são pessoas próximas ao MDB, ligadas a políticos como o ex-presidente do Senado Renan Calheiros, ao ex-presidente da Casa, Eunício Oliveira e aos senadores Valdir Raupp, Humberto Costa, Romero Jucá e José Sarney e Garibaldi Alves.   Os parlamentares não foram alvos de mandado.
De acordo com a Procuradoria-Geral da República , o objetivo da operação foi investigar indícios dos crimes de corrupção ativa e passiva e lavagem de dinheiro. A Satélites foi a primeira operação em que se utilizou a delação premiada acordada com executivos da Odebrecht. Entre os objetos da investigação, estavam pessoas ligadas a petroquímica Triunfo, como seu ex-presidente Caio Gorentzvaig.
A segunda parte da operação, denominada Satélites 2, emitiu 10 mandatos para investigar a cúpula do MDB no Senado, incluindo um para a investigação do escritório de advocacia de Bruno Mendes, ex-assessor parlamentar de Renan Calheiros. O advogado havia sido citado em delação premiada do ex-presidente da Transpetro, Sérgio Machado.
Esta etapa tratou-se da 7ª fase da Operação Lava Jato, no STF. De acordo com a Polícia Federal, o nome da operação é devido aos principais alvos gravitarem em torno de pessoas com prerrogativas de foro.